# Азартні ігри на Філіппінах

Азартні ігри на Філіппінах діють в країні щонайменше з XVI століття. Практично по всьому архіпелагу зустрічаються розташовано легальні та нелегальні заклади для азартних ігор. Уряд керує цією індустрією через Філіппінську корпорацію розваг та ігор (PAGCOR) — державне підприємство, яке одночасно керує низкою казино і є регулятором для приватних операторів казино.
З 2016 року PAGCOR також надає ліцензії на експлуатацію та контролює регулювання зростаючого сектору азартних ігор в інтернеті, що обслуговує офшорні ринки. Казино та «інтегровані курорти» стали ключовою складовою привабливості Філіппін як туристичного напряму. В одній лише Манілі та околицях діють більше двадцяти казино. Індустрія азартних ігор на Філіппінах оцінюється у 8 млрд $.

## Історія

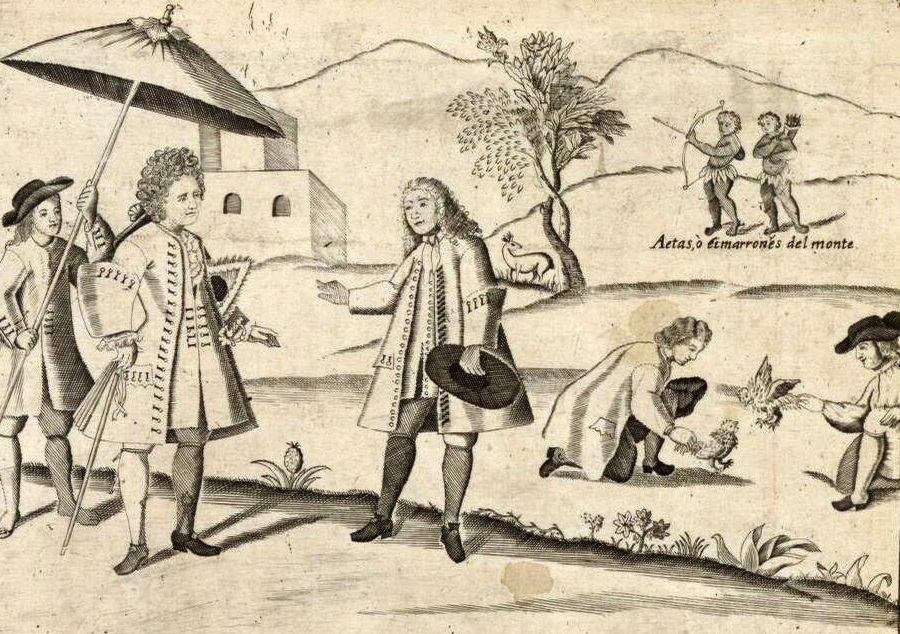
Ілюстрація 1734 року: два філіппінці, що слідкують за півнячими боями

Ще до іспанської колонізації азартні ігри вже були на Філіппінах. Хоча немає точних записів, коли вони вперше практикувались на архіпелазі, деякі з них були введені китайцями в кінці XVI століття. Через близькість двох країн, багато місцевих китайців поїхали на Філіппіни для бізнесу. Під час подорожі Магеллана на Філіппіни в записах Антоніо Пігафетта було відмічено, що він вже був свідком ставок на півнячі бої, коли його корабель прибув до Палавана 1521 року.
Під час іспанського колоніального періоду, азартні ігри ставали популярними в картярських салонах, більярдних залах тощо. На початку та до середини XIX століття було введено лотереї та ставки на кінні перегони. На той час також були створені казино. Тоді це стало проблемою для іспанських колонізаторів; у звіті Антоніо Морга зазначалося, що чоловіки в Манілі звикли до азартних ігор на величезні а аз, ртні ігри стали поширеними у всіх верствах суспільства. Через згубнийв колоніальний ігор, уряд вжив заходів для придушення цієї діяльності, але це мало ідкіана ціональним явищевже м.

Півнячі бої були улюбленим видом розваг на Філіппінах. Майже в кожному селі була своя ігрова зона. Це тривало до американської окупації країни.

Філіппінська корпорація розваг та ігор (PAGCOR)

Як і іспанці, американці спочатку намагалися заборонити азартні ігри, але 1912 року все ж дозволили їх. Державна гра в азартні ігри для благодійних цілей була дозволена в 1930-х роках, прибутки зі ставок на кінні перегони передавались Філіппінській федерації легкої атлетики (нині Філіппінський олімпійський комітет). Вони контролювалися організацією під назвою National Charity Sweepstakes. З середини 1930-х було дозволено тоталізатори, після чого Національні благодійні тоталізатори були змінені на Філіппінські філії благодійних тоталізаторів (PCSO).
Відтоді різні форми азартних ігор були впроваджені та продовжують поширюватися по всій країні. 2016 року президент Родріго Дутерте ініціював налагодження відносин між Філіппінами та КНР, тому Філіппіни отримали більше китайських туристів та інвестицій. Це дозволить Філіппінам скласти конкуренцію Макао та Сінгапуром, ставши зе одним центром азартних ігор, орієнтованим середній клас в Азії.
Після початку видачі ліцензій онлайн-казино, на Філіппіни приїхало понад 300.000 іноземних працівників, в основному, з КНР. При цьому сама ця галузь існує в основному за рахунок китайських гравців, що грають через інтернет, адже онлайн-ставки заборонено на материковому Китаї.
Суттєвого впливу розвиток азартних ігор в країні зазнав від епідемії COVID-19 2019—2020 року. 15 березня 2020-го практично всі казино країни було закрито на карантин, десятки тисяч працівників лишились без роботи. До липня лише деякі казино частково відновили роботу. При цьому, держава звинуватила індустрію місцевих онлайн-казино в тому, що вони привели в країну трудових мігрантів через що виросла злочинність і виник спалах коронавірусу. З огляду на це, уряд Філіппін розглядав підвищення податків або щаборону таких ігор.
2020 року на Філіппінах різко виросла популярність онлайнових півнячих боїв, через що суттєво знизилися продажі білетів офіційної лотереї PCSO.
Наприкінці 2020 року Палата представників схвалила закон щодо ліцензування іноземних гральних операторів (POGO) та їхніх іноземних співробітників. Згідно закону, такі компанії мають сплачувати податок у5% від валового доходу, а не з чистого прибутку, як до цього. Іноземні робітники, що отримують мінімальну зарплатню у 600 тис. філіппінських песо на рік (~1000$), сплачуватимуть податок у розмірі 25%.

З початку вересня 2020 року деякі з казино в Манілі отримали державні дозволи на поступове відновлення роботи, спочатку з заповненістю на рівні 30%. Дозвіл стосувався тільки казино з ліцензіями національного регулятора PAGCOR. У лютому 2021 року PAGCOR дозволив закладам збільшити кількість місць за гральними столами, розділивши сидіння бар'єрами.

Філіппінський благодійний офіс (PCSO)

### Інтегровані курорти
Fitch у звіті за 2017 рік перераховує таких основних учасників філіппінської галузі курортних ігор: Travellers International Hotel Group, Bloomberry Resorts Corp., Melco Crown and Belle Corporation та Tiger Курорти. Мандрівники та місцевий конгломерат Alliance Global.

### Інтернет-азартні ігри
Філіппінські офшорні ігрові оператори, які зазвичай називаються POGO, надають різноманітні онлайн-ігри ігровим клієнтам за межами Філіппін. POGO повинні бути зареєстровані та ліцензовані компанією PAGCOR. Азартні ігри в інтернеті недоступні клієнтам, що базуються на Філіппінах, а вебсайти таких фірм заблоковані. Зареєстровані POGO на Філіппінах швидко зростали, орієнтуючись на китайських клієнтів та залучаючи китайський персонал. POGO вперше отримали ліцензію на діяльність на Філіппінах 2016 року, що збігається з періодом більш жорсткого регулювання діяльності казино в Спеціальному автономному регіоні Макао. Онлайн-ігри залишаються незаконними в КНР, але станом на червень 2019 року в Манілі працювали 56 ліцензованих POGO онлайн-казино, де працювало понад 100 тис. громадян КНР.

## Види азартних ігор

### Законні

#### Казино
Казино — це місця, де на Філіппінах дозволено грати в азартні ігри: як правило, для розваг та заробітку. Азартні ігри тут зазвичай граються за допомогою карт і фішок, ігрових автоматів тощо. Найпопулярніші ігри: покер, блекджек, рулетку та ігрові автомати.

#### Тоталізатори

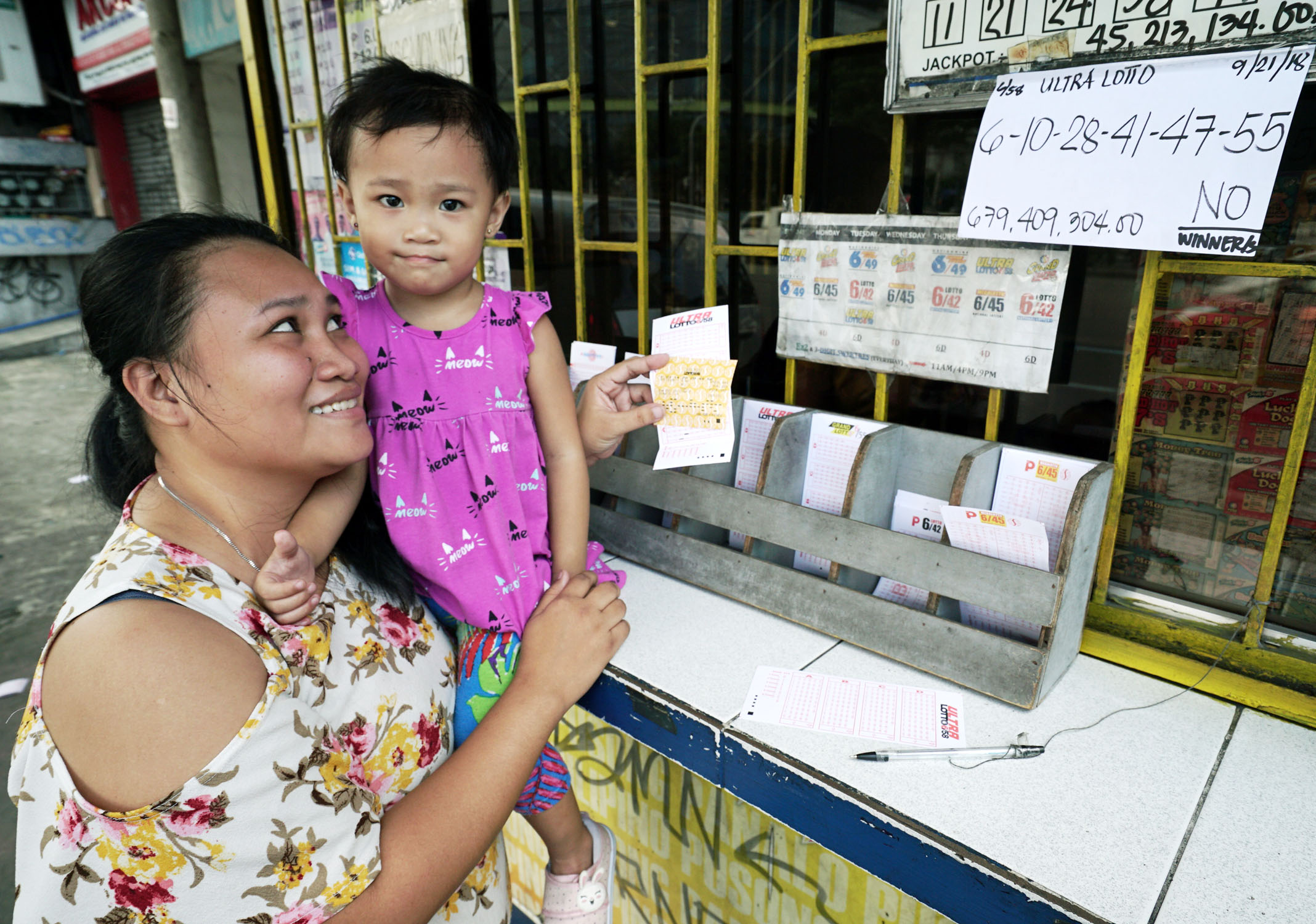
Жінка робить ставку на Ultra Lotto 6/58.

Лотерейні ігри — це змагання, де переможець може отримати весь приз.

##### Ставки на кінні перегони

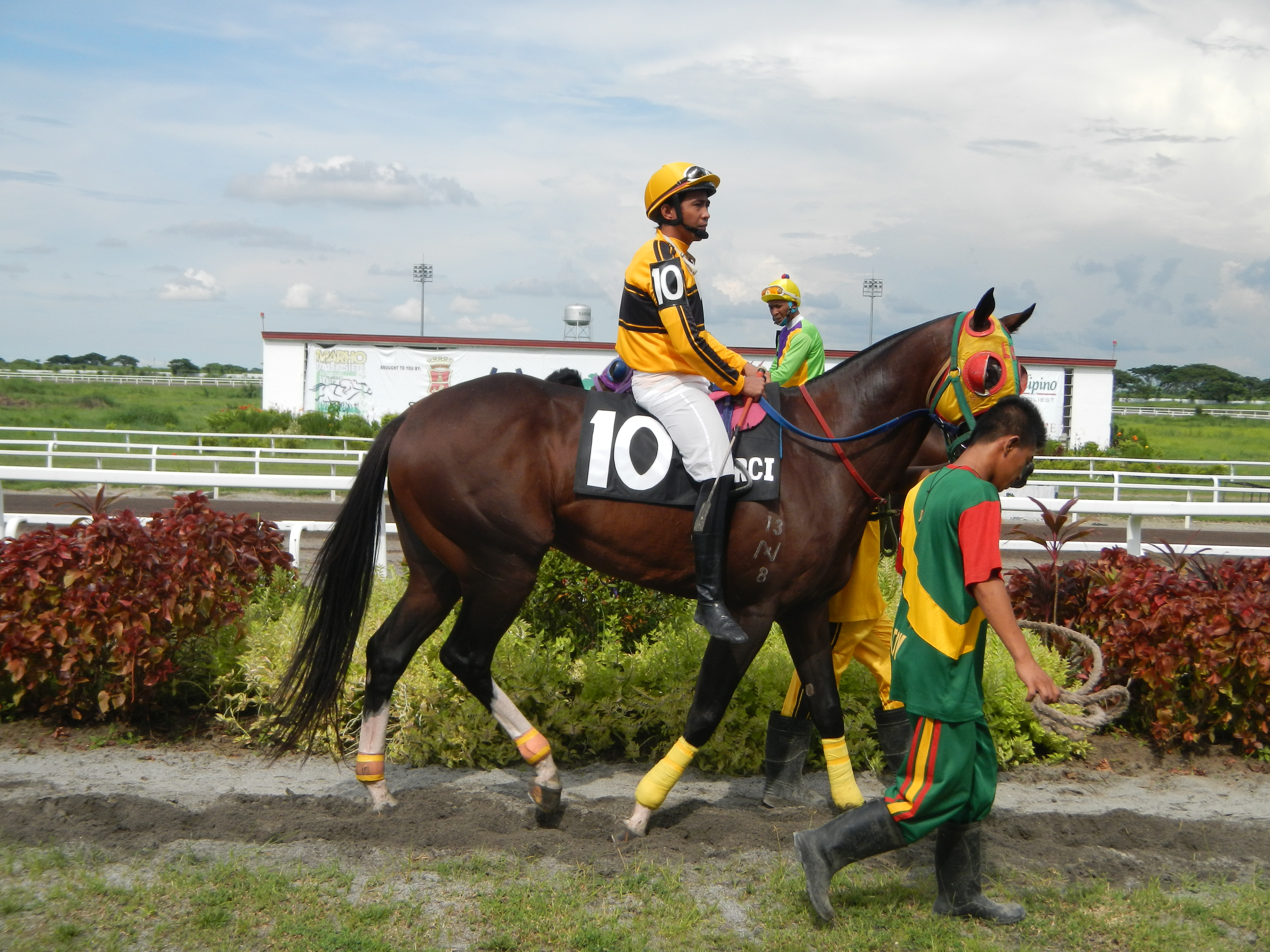
Кінні перегони

Ставки на кінні перегони також легальні та доволі популярні на Філіппінах.

#### Півнячі бої (сабонг)

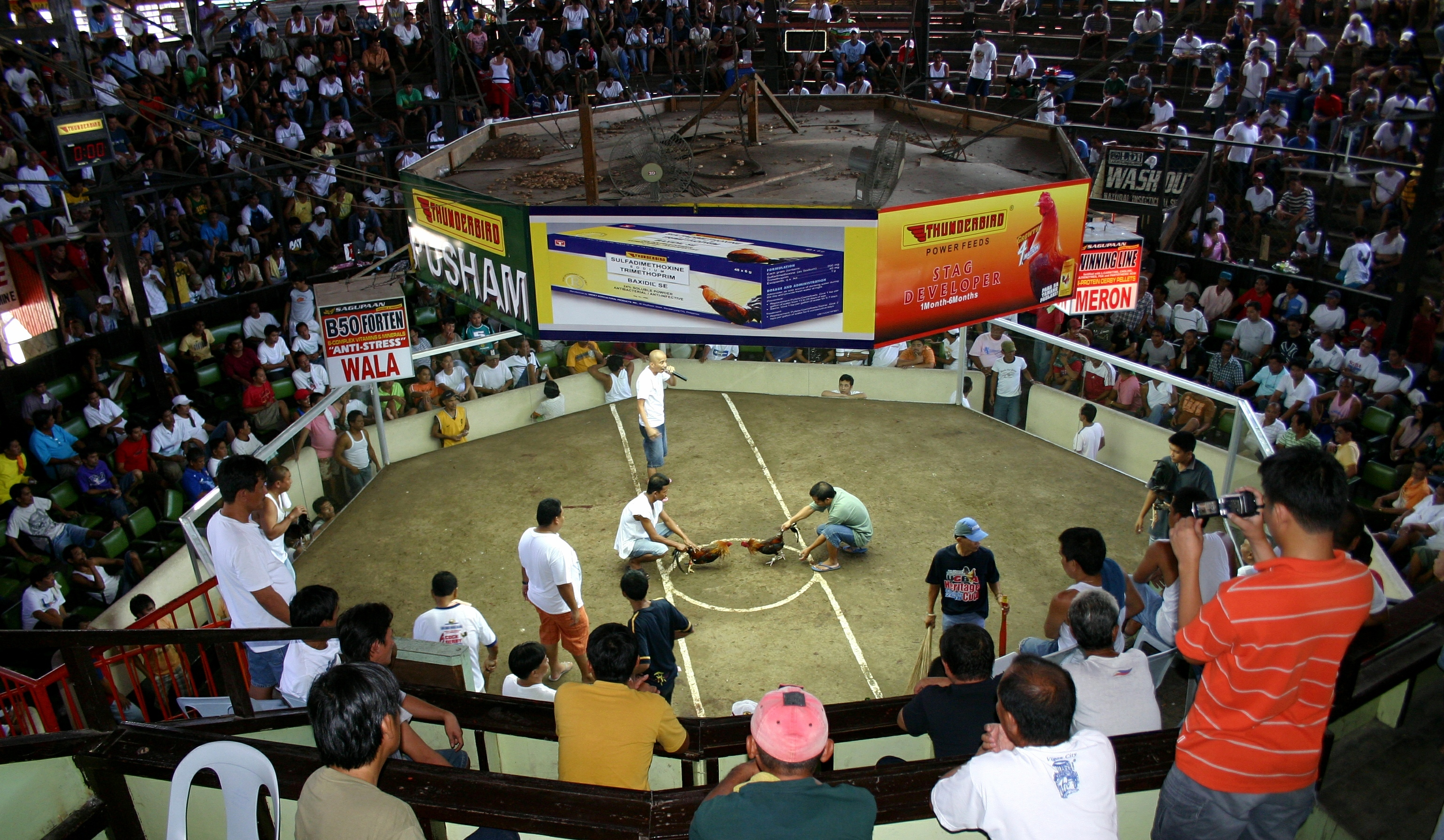
Арена півнячих боїв

Півнячі бої або "сабонг" — це вид спорту, в якому два півня борються між собою на арені, поки один не загине або не зможе продовжувати бій. Більшість арен на Філіппінах розраховані на бої тривалістю до 10 хвилин. Після перемоги півня лікують та позбавляють участі в боях на 3-5 місяців, натомість, півня, що програє, зазвичай готують та їдять.
Формально, півнячі бої є законними та кожна подібні арена отримує дозвіл на роботу від місцевої влади. При цьому, представники влади не перевіряють, чи приймають організатори боїв ставки через інтернет, що вже є порушенням закону.

#### Вуличні ігри
Люди на вулиці іноді грають у прості ігри, такі як пусой дос, маджонг, тонгітс та сакла.

### Незаконні

#### Хуетенг
Хуетенг (ісп. Jueteng) — це незаконна гра з числами, форма місцевої лотереї, популярна в країні. Гра, ймовірно, з'явилась під час іспанської колонізації. Сама назва походить від китайських ієрогліфів, де hue означає «квітка», а тенг означає «ставити». Гра передбачає комбінацію 37 чисел проти 37 (38 номерів у деяких областях), пронумерованих від 1 до 37, а ставки розміщуються та приймаються у комбінаціях. У гру зазвичай грають, обираючи комбінацію двох чисел від 1 і 37, потім невеликі пронумеровані кульки (боліти) струшують у кошик (як правило, кошик з ротанга) і перед учасниками малюють дві кулі.
Орієнтовний валовий дохід від гри варіюється до 500 млн $.

#### Масіао
Це гра з номерами, яку переважно грають у Вісаях та Мінданао, відома як масіао. Спочатку в неї грали за допомогою радіопередач, де оголошували переможців. Однак, оскільки популярність, сучасні нелегальні оператори масіао часто базують свої виграшні номери на офіційних, оголошених державним PCSO.

#### «Останні два»
Нелегальна гра з числами, де виграшна комбінація отримується з двох останніх номерів першого призу виграшного квитка-розіграшу, який виходить під час щотижневого розіграшу Філіппінського благодійного офісу з розіграшами (PCSO) та його варіантів.